# San Pedro de Rozados
San Pedro de Rozados est une commune de la province de Salamanque dans la communauté autonome de Castille-et-León en Espagne.